# 8230 Perona
8230 Perona este un asteroid din centura principală de asteroizi.

## Descriere
8230 Perona este un asteroid din centura principală de asteroizi. A fost descoperit pe 8 octombrie 1997 la observatorul astronomic Santa Lucia din Stroncone. Asteroidul prezintă o orbită caracterizată de o semiaxă mare de 2,23 ua, o excentricitate de 0,23 și o înclinație de 2,5° în raport cu ecliptica.